# Transportgeschwader 3
 (mars 2022).
Si vous disposez d'ouvrages ou d'articles de référence ou si vous connaissez des sites web de qualité traitant du thème abordé ici, merci de compléter l'article en donnant les références utiles à sa vérifiabilité et en les liant à la section « Notes et références ».
La Transportgeschwader 3 (TG 3) (3e escadron de transport) est une unité de transport aérien de la Luftwaffe pendant la Seconde Guerre mondiale. 

## Organisation

### Stab. Gruppe
Le Stab./TG 3 est formé en mai 1943 à partir du Stab/KGzbV 2.

Il est dissous en octobre 1944.

Geschwaderkommodore (Commandant de l'escadron) :
| Début             | Fin               | Grade          | Nom              |
| ----------------- | ----------------- | -------------- | ---------------- |
| Mai 1943          | 31 juillet 1943   | Oberst         | Theodor Beckmann |
| 1er août 1943     | 30 septembre 1944 | Oberstleutnant | Walter Schröder  |
| 30 septembre 1944 | Octobre 1944      | Oberstleutnant | Walter Hornung   |

### I. Gruppe
Formé en mai 1943 à partir du Kampfgruppe zur besonderen Verwendung 9 (KGrzbV 9) avec :
- Stab I./TG 3 à partir du Stab/KGrzbV 9
- 1./TG 3 à partir du 1./KGrzbV 9
- 2./TG 3 à partir du 2./KGrzbV 9
- 3./TG 3 à partir du 3./KGrzbV 9
- 4./TG 3 à partir du 4./KGrzbV 9

En mai 1944, le 3./TG 3 est dissous, et un nouveau 3./TG 3 est formé à partir du 4./TG 3.

Le Gruppe à ce moment possède seulement 3 Staffeln: de 1 à 3./TG 3.
Gruppenkommandeure (Commandant de groupe) :
| Début    | Fin      | Grade     | Nom                      |
| -------- | -------- | --------- | ------------------------ |
| Mai 1943 | 1944     | Hauptmann | Hans-Hermann Ellerbrock  |
| 1944     | Mai 1945 | Hauptmann | Georg-Dieter Matschullat |

### II. Gruppe
Formé en mai 1943 à partir du Kampfgruppe zur besonderen Verwendung 50 (KGrzbV 50) avec :
- Stab II./TG 3 à partir du Stab/KGrzbV 50
- 5./TG 3 à partir du 1./KGrzbV 50
- 6./TG 3 à partir du 2./KGrzbV 50
- 7./TG 3 à partir du 3./KGrzbV 50
- 8./TG 3 à partir du 4./KGrzbV 50

Gruppenkommandeure :
| Début    | Fin        | Grade | Nom          |
| -------- | ---------- | ----- | ------------ |
| Mai 1943 | 8 mai 1945 | Major | Otto Baumann |

### III. Gruppe
Formé en mai 1943 à partir du Kampfgruppe zur besonderen Verwendung 102 (KGrzbV 102) avec :
- Stab III./TG 3 à partir du Stab/KGrzbV 102
- 9./TG 3 à partir du 1./KGrzbV 102
- 10./TG 3 à partir du 2./KGrzbV 102
- 11./TG 3 à partir du 3./KGrzbV 102
- 12./TG 3 à partir du 4./KGrzbV 102

En mai 1944, le 11./TG 3 est dissous, et un nouveau 11./TG 3 est formé à partir du 12./TG 3.

Le Gruppe à ce moment possède seulement 3 Staffeln : de 9 à 11./TG 3.

Gruppenkommandeure :
| Début         | Fin           | Grade          | Nom            |
| ------------- | ------------- | -------------- | -------------- |
| 15 mai 1943   | Juin 1943     | Oberstleutnant | Walter Erdmann |
| Juin 1943     | 11 avril 1944 | Hauptmann      | Paul Risch     |
| 11 avril 1944 | 8 mai 1945    | Hauptmann      | Josef Penkert  |

### IV. Gruppe
Formé en mai 1943 à partir du I./Kampfgruppe zur besonderen Verwendung 172 (KGrzbV 172) avec :
- Stab IV./TG 3 à partir du Stab I./KGzbV 172
- 13./TG 3 à partir du 1./KGzbV 172
- 14./TG 3 à partir du 2./KGzbV 172
- 15./TG 3 à partir du 3./KGzbV 172
- 16./TG 3 à partir du 4./KGzbV 172

Le IV./TG 3 est dissous en septembre 1944.

Gruppenkommandeure :
| Début    | Fin            | Grade | Nom        |
| -------- | -------------- | ----- | ---------- |
| Mai 1943 | Septembre 1944 | Major | Erich Zähr |